# Nidalia studeri
Nidalia studeri is een zachte koralensoort uit de familie van de Nidaliidae. De wetenschappelijke naam van de soort is voor het eerst geldig gepubliceerd in 1891 door Koch.